# Epichoristodes
Epichoristodes es un género de polillas de la tribu Archipini.

## Especies
- Epichoristodes acerbella
- Epichoristodes adustana
- Epichoristodes apilectica
- Epichoristodes atricaput
- Epichoristodes atycta
- Epichoristodes canonicum
- Epichoristodes cinerata
- Epichoristodes dorsiplagana
- Epichoristodes exanimata
- Epichoristodes goniopa
- Epichoristodes heterotropha
- Epichoristodes imbriculata
- Epichoristodes incerta
- Epichoristodes leucocymba
- Epichoristodes licmaea
- Epichoristodes macrosema
- Epichoristodes niphosema
- Epichoristodes panochra
- Epichoristodes phalaraea
- Epichoristodes pylora
- Epichoristodes spinulosa
- Epichoristodes ugoi
- Epichoristodes wankwia
- Epichoristodes ypsilon